# Југославија на Светском првенству у атлетици у дворани 1987.
Југославија је учествовала на 1. Светском првенству атлетици у дворани 1987. одржаним у Хусијер доуму у Индијанаполису (Индијана, САД) од 6. до 8. марта.
На овом првенству Југославију су представљала 3 такмичара (2 мушкарца и 1 жена) који се такмичили у 3 дисциплине (2 мушке и 1 женска).
На овим играма такмичари Југославије нису освојили ниједну медаљу. У табели успешности према броју и пласману такмичара који су учествовали у финалним такмичењима (првих 8 такмичара), Југославија је са 2 учесника у финалу заузела 22 место са 8 бодова.
| Плас. | Земља          | 1. место | 2. место | 3. место | 4. место | 5. место | 6. место | 7. место | 8. место | Бр. финал. | Бод. |
| ----- | -------------- | -------- | -------- | -------- | -------- | -------- | -------- | -------- | -------- | ---------- | ---- |
| 27    | СР Југославија | 0        | 0        | 0        | 1        | 0        | 1        | 0        | 0        | 2          | 8    |

## Учесници
| Мушкарци: - Слободан Бранковић — 800 м - Ђорђе Кожул — Троскок | Жене: - Слободанка Чоловић — 800 м |  |

## Резултати

### Мушкарци
| Атлетичар          | Дисциплина | Лични рекорд | Квалификације | Квалификације | Финале   | Финале       | Детаљи |
| Атлетичар          | Дисциплина | Лични рекорд | Резултат      | Место         | Резултат | Место        | Детаљи |
| ------------------ | ---------- | ------------ | ------------- | ------------- | -------- | ------------ | ------ |
| Слободан Бранковић | 800 м      |              | 1:49,94 кв    | 4. у гр. 3    | 1:48,07  | 6 / 24 (25)  |        |
| Ђорђе Кожул        | Троскок    |              | 16,13 кв      | 12.           | 15,59    | 12 / 19 (23) |        |

### Жене
| Атлетичар          | Дисциплина | Лични рекорд | Квалификације | Квалификације | Финале   | Финале | Детаљи |
| Атлетичар          | Дисциплина | Лични рекорд | Резултат      | Место         | Резултат | Место  | Детаљи |
| ------------------ | ---------- | ------------ | ------------- | ------------- | -------- | ------ | ------ |
| Слободанка Чоловић | 800 м      | 1:59,83      | 2:03,13 КВ    | 1. у гр. 2    | 2:02,33  | 4 / 19 |        |